# Leucauge aurostriata
Leucauge aurostriata är en spindelart som först beskrevs av Octavius Pickard-Cambridge 1897.
Leucauge aurostriata ingår i släktet Leucauge och familjen käkspindlar. Inga underarter finns listade i Catalogue of Life.